# Bezuvjetni skok
Bezuvjetni skok je kontrolna struktura u nekom programskom jeziku, gdje se tok izvedbe programa prebaciva na neku drugu memorijsku lokaciju bez da se zadovolji neki uvjet. Bezuvjetni skok je ostatak iz prvih računarskih sistema koji nisu imali dovoljno razvijenu arhitekturu za podržavanje procedura i funkcija. Bezuvjetni skokovi kao GOTO u BASICu smatrani su štetnima jer utječu na razbijanje čitljivosti i razumijevanju toka programa, tako da mnogi programi posbeno oni veći su nemogući da se razumiju ili modificiraju i izgledaju kao zapetljane niti (špageti kod).